# 1922年中国
| 中国历史 / 中国历史年表                                                                                                   |
| 世紀： 19世纪中国 / 20世纪中国 / 21世纪中国                                                                               |
| 年代： 1890年代中国 / 1900年代中国 / 1910年代中国 / 1920年代中国 / 1930年代中国 / 1940年代中国 / 1950年代中国大陆         |
| 年份： 1918年中国 / 1919年中国 / 1920年中国 / 1921年中国 / 1922年中国 / 1923年中国 / 1924年中国 / 1925年中国 / 1926年中国 |
| 纪年： 壬戌年（狗年）、中华民国11年                                                                                       |

## 大事記

### 1月
- 1月1日——徐世昌令飭地方官民推行地方自治；湘督趙恆惕公布《湖南省憲法》，令全省大慶祝三日，同日該省議會選舉事務所暨法制編纂會成立[1]:1471。
- 1月2日——孫中山在梧州任命陳白為中央銀行監督，1月7日又任命梁長海為行長；東三省巡閱使張作霖離開北京返回奉天，北京政府農商部總長齊耀珊、察哈爾都統張景惠送至天津；直系靳雲鶚第八混成旅全部自湖北省撤防，準備赴河南，1月5日吳佩孚派參謀長赴保定與曹錕磋商，調曹鍈五十二旅守衛輝，王承斌四十六旅守新城，河南、直隸二省重要車站均派得力軍隊扼守[1]:1471-1472。
- 1月3日——徐世昌任命薜之珩為京師警察廳總監；蔣介石奉孫中山電召，偕戴季陶自廣州啟程赴桂林，皖系代表徐樹錚同行[1]:1472。
- 1月4日——廣州政府國務會議議決通緝北京政府國務總理梁士詒；孫中山在桂林廣東同鄉會歡迎會上演講，指出：「法、美共和國皆舊式的，今日惟俄國為新式的；吾人今日當造成一最新的共和國」，「脫離舊思想，發生新思想」，「新思想者即公共心」，「欲改造新國家，當實行三民主義。何謂三民主義？即民族、民權、民生三主義是也」，「民族主義，即世界人類各族平等」，「民權主義，即人人平等」，「民生主義，即貧富均等」；徐世昌令：東省鐵路公司督辦宋小濂免職，特派王迺斌接任[1]:1472-1473。

### 2月
- 2月1日——張作霖再次致電徐世昌，「請將梁士詒關於膠濟路究竟有無賣國，昭示天下，以明真相」，同日盧永祥亦致電徐世昌：「請將梁士詒經辦魯案情形，詳為宣布。」[1]:1487

### 3月
- 3月1日——北京政府陸軍總長鮑貴卿以祝壽為名赴奉，活動組閣問題，張作霖對閣潮表示不過問[1]:1501-1502。

### 4月
- 4月1日——孫中山計劃北伐軍改道攻贛，兵分四路：任命陳炯明為攻贛總司令，李烈鈞為攻贛副司令，分由大庾、臨汝進兵，派許崇智為先遣軍總指揮，宋鶴庚為後援總司令，由株萍、茶陵入贛，大本營移往衡州，電請趙恆惕，嚴防岳州直軍下竄[1]:1512。

### 5月
- 直奉戰爭奉系遭直系擊敗[2]:314。
- 5月1日——第一次全國勞動大會在廣州開幕[1]:1528。

### 6月
- 6月1日——孫中山自韶關返廣州，鎮撫陳炯明部，令胡漢民留守韶關大本營，任命許崇智為粵漢路警備司令，並致電陳炯明「請速來省共商大計」[1]:1540。
- 6月2日——徐世昌在壓力下退讓，宣布辭職[2]:314。

### 7月
- 7月1日——黎元洪遷入公府辦公，並發布命令，表示尊重地方自治，略稱：國會「將來制定憲法，所有中央與各省權限，必能審中外之情形，救偏畸之弊害。一俟憲典告成，政府定能遵守，切實施行」[1]:1555。

### 8月
- 8月1日——第一屆舊國會在北京集會，參眾兩院由王家襄、吳景濂兩人分任主席，宣布此次開會，「係繼續六年二期常會」[1]:1573。

### 9月
- 9月1日——黎元洪令將第一屆國會議員因政治關係被通緝之原案一律撤銷[1]:1592。

### 10月
- 10月1日——北伐軍朱培德部克桂林，自治軍梁華堂部退出[1]:1609。

### 11月
- 11月1日——北京眾議院以民國四年5月中日協約「二十一條」換文，未經國會議決，無效，請政府向中外宣布，即日移送參議院[1]:1627。

### 12月
- 12月1日——「魯案」細目協定（即第一部）在京簽字，計正文9章28條，附件10項，了解事項4項[1]:1647。